# The Warrior
『The Warrior』（ザ・ウォリアー）は、メジャー2枚目のCDシングルとして2022年2月23日にユニバーサルシグマより発売された日本のロックバンド・Novelbrightのシングル。

## 概要
今作は『開拓と回帰』をコンセプトに制作されており、Novelbrightにとって初のアニメソングとなった表題曲や、かつて会場限定で販売されていたアルバム『Chandelier』に収録されていた楽曲「Black Snow」のリバイバル版などが収録されている。3曲目の「Phantom」は、2021年のライブツアー"〜新章・開幕宣言〜 Major 1st Full Album「開幕宣言」Release Tour"でも披露されたインストゥルメンタル曲である。
通常盤と初回限定盤の2形態で発売されており、初回限定盤には2021年に開催した"Novelbright Presents KICK THE AGE TOUR @Zepp Tokyo"でのNovelbrightのパフォーマンスが収録されたDVDが付属している。初回限定盤のジャケットは、『リーマンズクラブ』の白鳥尊と宮澄建の二人が描かれたアニメイラスト仕様となっている。

## 収録内容
| #         | タイトル        | 作詞      | 作曲               | 時間 |
| --------- | --------------- | --------- | ------------------ | ---- |
| 1.        | 「The Warrior」 | 竹中雄大  | 竹中雄大・山田海斗 | 3:14 |
| 2.        | 「Black Snow」  | 竹中雄大  | 竹中雄大・山田海斗 | 3:43 |
| 3.        | 「Phantom」     |           | 沖聡次郎           | 2:42 |
| 合計時間: | 合計時間:       | 合計時間: | 合計時間:          | 9:39 |

| #   | タイトル                 | 作詞 | 作曲・編曲 |
| --- | ------------------------ | ---- | ---------- |
| 1.  | 「SE」                   |      |            |
| 2.  | 「Sunny drop」           |      |            |
| 3.  | 「Count on me」          |      |            |
| 4.  | 「さよならインベーダー」 |      |            |
| 5.  | 「-MC-」                 |      |            |
| 6.  | 「ライフスコール」       |      |            |
| 7.  | 「ハミングバード」       |      |            |
| 8.  | 「-MC-」                 |      |            |
| 9.  | 「Friends for life」     |      |            |
| 10. | 「夢花火」               |      |            |
| 11. | 「ツキミソウ」           |      |            |
| 12. | 「-MC-」                 |      |            |
| 13. | 「Walking with you」     |      |            |
| 14. | 「青春旗」               |      |            |
| 15. | 「Morning Light」        |      |            |
| 16. | 「-MC-」                 |      |            |
| 17. | 「開幕宣言」             |      |            |

## タイアップ
The Warrior
テレビ朝日系列NUMAnimation枠アニメ『リーマンズクラブ』オープニングテーマ